# Daschi-Dorscho Itigelow

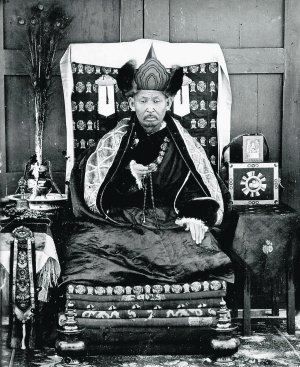
Hambo Lama Daschi-Dorscho Itigelow

Daschi-Dorscho Itigelow (russisch Даши-Доржо Итигэлов, Daschi-Doržo Itigelow, * 1852; † 1927) war zwischen 1911 und 1917 Pandito Hambo Lama, also geistliches Oberhaupt der Buddhisten Burjatiens. Bekanntheit erlangte er, nachdem sein Leichnam im Jahre 2002, also 75 Jahre nach seinem Tod, exhumiert worden war und praktisch keine Verwesungserscheinungen aufgewiesen hatte. Seitdem ist der unversehrte Körper Itigelows ein nationales Symbol Burjatiens geworden.

## Biografie
Es gibt wenige gesicherte Daten über das Leben von Daschi-Dorscho Itigelow. Viele Details seines Lebens sind hagiographisch überzeichnet worden. Er wurde wahrscheinlich 1852 geboren und wuchs zunächst entweder als Waise oder von seinen Eltern verlassen bei Verwandten auf, für die er schon in früher Kindheit arbeiten musste. Etwa ab Mitte der 1860er Jahre erhielt er an Aninski-Dazan eine religiöse Ausbildung, die über 20 Jahre andauerte. Später studierte er im Aninski-Dazan Medizin. 1898 wurde er Mitglied des Yangazhinski-Dazans, wo er Buddhistische Philosophie lehrte und als Shirit Lama eine wichtige Stellung als Verantwortlicher für die korrekte Ausführung religiöser Rituale ausführte.
1910 oder 1911 wurde Itigelow zum 12. Pandito Hambo Lama (Oberhaupt der burjatischen Buddhisten) ernannt. Zwischen 1913 und 1917 engagierte sich Itigelow stark für den Buddhismus in Russland. 1917 trat er vom Amt des Pandito Hambo Lama zurück. Die Hintergründe für diese Entscheidung sind unklar. Während des Ersten Weltkriegs unterstützte Itigelow die Burjatischen Brüder, eine Organisation, die die russische Armee mit Medikamenten, Kleidung und Geld versorgte, verletzte Soldaten und die Familien gestorberner Soldaten unterstütze. Des Weiteren half Itigelow bei der Eröffnung mehrerer Krankenhäuser, um verwundete Soldaten versorgen zu können. In einer Privataudienz wurde ihm von Zar Nikolaus II. der Orden des heiligen Stanislaus dritter Klasse verliehen. Für seine Bemühungen um die Kriegsunterstützung wurde ihm der Orden von St. Anna zweiter Klasse verliehen.
Nach seinem Rücktritt vom Amt des Pandito Hambo Lama kehrte er in den Yangazhinski-Dazan zurück, wo er in den zehn Jahren bis zu seinem Tod mehrere Arbeiten zu buddhistischer Philosophie und einen grundlegenden Text, Zhor, zu tibetischer Pharmakologie schrieb.
Nach hagiographischen Angabe bat Itigelow am 15. Juni 1927 die Mönche des Yangazhinski-Dazans das Gebet Hug Namshi zu sprechen. Die Mönche kamen diesem Wunsch zunächst nicht nach, da Itigelow noch lebte und das Gebet für Toten gesprochen wurde. Als er selbst begann, das Gebet zu rezitieren, stiegen die Anwesenden in das Gebet mit ein. Am Ende des Rituals setzten sie Itigelow im Lotossitz in einen Sarkophag, in dem er beerdigt wurde. Seinen Anhängern zufolge starb er im Lotossitz.

## Nachleben

### Bestattung und Exhumierungen 1955 und 1973
Itigelow verfügte in seinem Testament, dass er im Lotossitz bestattet werden solle. Die buddhistischen Mönche seiner Wirkungsstätte folgten dem Testament und bestatteten Itigelow sitzend in einer Kiste aus Zedernholz. Itigelow verfügte außerdem, dass sein Körper im Abstand von mehreren Jahren exhumiert werden soll.
Bei der Bestattung wurden verschiedene Maßnahmen getroffen, um eine Konservierung des Leichnams zu befördern. So ist Zedernholz bekannt dafür, Ungeziefer abzuhalten. Auch bedeckte man den Körper Itigelows mit Salz und zog einen Entwässerungsgraben um das Hügelgrab.
Itigelow wurde erstmals 1955 und ein weiteres Mal 1973 exhumiert. Dabei wurde festgestellt, dass es keine Zeichen von Verwesung gab. Auch bei der zweiten Exhumierung fanden sich keinerlei Anzeichen des Verfalls. Aus Angst vor den antireligiösen Behörden in der Sowjetunion hielt man die Ergebnisse der Exhumierungen bis 2002 geheim.

### Dritte Exhumierung 2002

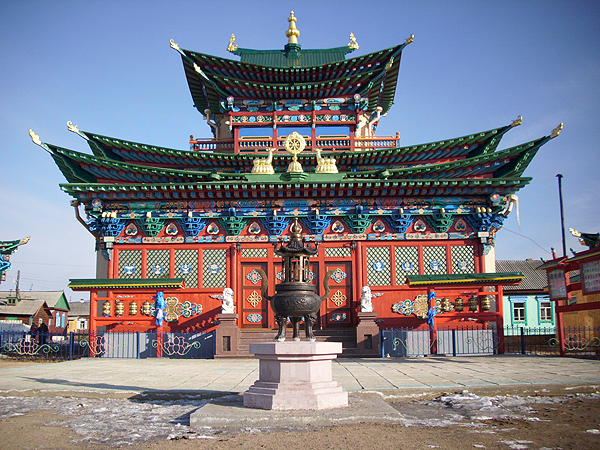
2008 fertiggestellter „Palast des Itigelow“, in dem der Körper des 2002 exhumierten Daschi-Dorscho Itigelow sich heute befindet. Der Palast wurde auf Grundlage einer Fotografie eines in den 1930er Jahren zerstörten Tempels gebaut, den Itigelow selbst gebaut haben soll.

Am 10. September 2002 wurde Itigelows Leichnam erneut exhumiert. Mit dabei waren eine Gruppe von Lamas und einige Laien, darunter eine medizinisch geschulte Person. Der Zeitpunkt, 75 Jahre nach seinem Tod, die gleiche Zahl an Jahren, die er auch gelebt hatte, soll in seinem Testament festgehalten worden sein. Diese dritte Exhumierung wurde im Gegensatz zu den ersten beiden Exhumierungen öffentlich gemacht und in Medien ausführilch darüber berichtet. Der Körper wurde noch am gleichen Tag zum Iwolginski Dazan, der heutigen Wirkungsstätte des Hambo Lama, überführt. Dort wurde er von den ansässigen Mönchen sowie rechtsmedizinisch untersucht. Nach der Untersuchung gab man folgende Erklärung über den Zustand des Körpers ab: Er sei „in dem Zustand eines Menschen, der vor 36 Stunden verstorben ist.“ Die Gelenke und die Haut seien elastisch, alle Muskeln und Organe seien vorhanden und es gebe keine Anzeichen von Verwesung, sagte die Leiterin des Lama-Erforschungsprojektes, Galina Jerschowa. Außerdem sei das Blut in den Adern nicht getrocknet.
Der Rechtsmediziner Michael Tsokos erklärt den Zustand Itigelows mit dem Phänomen der natürlichen Mumifikation. Da das den Leichnam umgebende Salz dem Körper nicht alle Flüssigkeit entzogen hat, ist von einer Kombination verschiedener Konservierungsmethoden auszugehen.
Um das Rätsel des guten Zustands von Itigelows Leichnam vollständig aufzuklären, wären eingehendere Untersuchungen notwendig, denen sich die buddhistischen Mönche jedoch verweigern. Für sie gilt Itigelow als lebende Person und wird verehrt. Zu bestimmten buddhistischen Feiertagen wird der Leichnam der Öffentlichkeit zugänglich gemacht. Pilger und gläubige Buddhisten können den Leichnam dann sogar berühren.

### Itigelow als nationales Symbol
Das „Itigelow-Phänomen“, wie die Tatsache, dass der Körper des Verstorbenen Mönchs nicht verwesen ist, von Gläubigen genannt wird, ist zu einem nationalen Symbol für die Republik Burjatien geworden.
Der langjährige Khambo Lama Damba Ajuschejew sagte, Igitelow habe seinen Körper in einem unverweslichen Zustand verlassen, um in einer post-atheistischen Gesellschaft religiösen Glauben zu inspirieren. Ein Film des Traditionellen Buddhistischen Sangha Russlands, dem Ajuschejew vorsteht, behauptet, die moderne Wissenschaft sei nicht in der Lage, seinen Zustand zu erklären. Gerüchte über heilende Fähigkeiten des Körpers halten sich fest unter gläubigen Buddhisten in Burjatien. Auch Buddhisten aus den buddhistisch geprägten Regionen Kalmückien und Tuwa sowie aus Moskau pilgern zum Iwolginski Dazan, um den Körper des Verstorbenen zu besuchen.
Das Phänomen Itigelow hat geholfen, Burjatien über seine Grenzen hinaus bekannt zu machen. Das Traditionelle Buddhistische Sangha Russlands hat strenge Regeln darüber aufgestellt, an welchen Tagen Pilger den Körper besuchen können und wie der Körper angebetet werden darf. 2015 wurde berichtet, dass der Körper sieben Mal im Jahr, an religiösen Feiertagen, besucht werden kann. Die beiden russischen Präsidenten Dmitri Medwedew und Wladimir Putin statteten dem Körper einen Besuch ab.